# 스탠리 도넌
스탠리 도넌(Stanley Donen, 1924년 4월 13일 ~ 2019년 2월 21일)은 미국의 영화 감독이다.

## 작품 목록
- 춤추는 대뉴욕 (1949)
- 사랑은 비를 타고 (1952)
- 7인의 신부 (1954)
- 퍼니 페이스 (1957)
- 《셔레이드》 (1963)
- 아라베스크 (1966)
- 언제나 둘이서 (1967)
- 일곱가지 유혹 (1967)
- 어린 왕자 (1974)
- 새턴 3 (1980)
- 리오의 연정 (1984)